# Light Years (Kylie Minogue)
Light Years è il settimo album in studio della cantante australiana Kylie Minogue, pubblicato nel 2000.

## Descrizione
Influenzata dal duetto tenutosi un anno prima con il famoso duo dei Pet Shop Boys, la cantante decide di tornare sui dancefloor. Ispiratasi alla disco-music di Donna Summer e dei Village People, Light Years è un album che spazia tra vari generi, dal pop, alla disco, dall'elettronica, alla musica adult contemporary. Molte furono le critiche positive, soprattutto dalle riviste musicali. Il New Musical Express lo indica come "la cosa migliore riuscita alla cantante, che ne sottolinea la capacità di reinventarsi".
Per la realizzazione dell'album, la cantante ha trascorso più di un anno e mezzo in sala registrazioni, scrivendone i testi e curandone la musica. L'album vede la partecipazione di Robbie Williams (Your Disco Needs You, Kids, Loveboat) e vanta i nomi di alcuni produttori ricercati (Anderson, Chambers). Sono uscite varie versioni europee, ognuna con una versione di Your Disco Needs You cantata nella lingua del paese di destinazione di vendita. Nell'album è presente anche una traccia nascosta chiamata Password che si ascolta mandando un po' indietro la prima traccia.

## Singoli
Il singolo Kids è un duetto con l'ex cantante dei Take That Robbie Williams, che dopo aver collaborato con la cantante per l'album, le chiese di duettare in questo suo brano che è contenuto anche nell'album Sing When You're Winning di Williams.
Il singolo Please Stay è uscito in Europa, ma in gran parte per il mercato inglese (e successivamente per quello australiano), mentre per il mercato europeo venne estratto Your Disco Needs You (brano fortemente basato sui ritmi synthpop dei Pet Shop Boys, in particolare dei singoli Go West e A Red Letter Day). Il brano fu un moderato successo, soprattutto nelle classifiche dance, dove raggiunge notevoli picchi. Anche in Italia escono entrambi i singoli che hanno un moderato airplay, mentre Your Disco Needs You ha un notevole successo nei club italiani.
Il singolo Butterfly è uscito solo in USA come dance-track, quindi eleggibile solo nella classifica dance. Ha un buon successo in USA, arrivando nella Top10 delle più ballate.
Durante la sessione di promozione dell'album, un ulteriore singolo Bury Me Deep In Love è uscito solo come Airplay-track. Si tratta di un duetto tra la cantante e Jimmy Little, contenuto nell'album di quest'ultimo Resonate.

## On a Night like This Tour
Il successo dell'album porta la cantante ad esibirsi alle Olimpiadi di Sydney del 2000 come ambasciatrice della cultura australiana nel mondo.
L'album è sorretto da un grande tour, On a Night like This Tour. Per il tour erano previste solo sei tappe in Australia, che diventarono ventidue in seguito all'eccezionale domanda: con una vendita di più di 200.000 biglietti, Kylie diventa l'artista femminile con la vendita più alta per un tour in Australia.
Il tour è influenzato dai musical di Broadway e riapre le scene a Ginger Rogers e Fred Astaire, ricco di elementi camp e burlesque.
Il tour porta all'artista la nomina di Performer Dell'Anno e comprende non solo tracce da Light Years, ma anche i suoi successi di sempre, talvolta rivisitati in chiave romantica in stile anni quaranta.

## Tracce
1. Spinning Around – 3:27 (Ira Shickman, Osborne Bingham, Kara DioGuardi, Paula Abdul) – preceduta dalla traccia nascosta Password, scritta da Kylie Minogue e Johnny Douglas
2. On a Night like This – 3:33 (Steve Torch, Graham Stack, Mark Taylor, Brian Rawling)
3. So Now Goodbye – 3:37 (Kylie Minogue, Steve Anderson) – contiene un sample del brano The Boss di Diana Ross
4. Disco Down – 3:57 (Johnny Douglas)
5. Loveboat – 4:10 (Kylie Minogue, Guy Chambers, Robbie Williams)
6. Koocachoo – 4:00 (Kylie Minogue, Johnny Douglas)
7. Your Disco Needs You – 3:33 (Kylie Minogue, Guy Chambers, Robbie Williams)
8. Please Stay – 4:08 (Kylie Minogue, Richard Stannard, Julian Gallagher, John Themis)
9. Bittersweet Goodbye – 3:43 (Kylie Minogue, Steve Anderson)
10. Butterfly – 4:09 (Kylie Minogue, Steve Anderson)
11. Under The Influence Of Love – 3:24 (Paul Politi, Barry Eugene White) – cover dell'omonimo brano di Barry White
12. I'm so High – 3:33 (Kylie Minogue, Guy Chambers, Megan Smith)
13. Kids (feat. Robbie Williams) – 4:20 (Guy Chambers, Robbie Williams)
14. Light Years – 4:47 (Kylie Minogue, Richard Stannard, Julian Gallagher)

Nella riedizione di Light Years è incluso il brano Physical, cover del brano omonimo di Olivia Newton-John.

## Formazione
- Kylie Minogue - voce, cori
- Guy Chambers - chitarra acustica, chitarra elettrica, tastiera, pianoforte, chitarra ritmica, sitar
- Andy Duncan - percussioni, programmazione
- Phil Spalding - basso
- Simon Hale - tastiera
- Neil Taylor - chitarra
- Steve Power - tastiera addizionale
- Steve Lewinson - basso
- Alan Ross - chitarra
- Jon Douglas - tastiera, cori, programmazione, chitarra
- Steve McNichol - programmazione
- Chris Sharrock - percussioni
- Paul Turner - chitarra, basso
- John Themis - chitarra
- Craig J. Snider - tastiera
- Johnny Najera - chitarra
- Winston Blissett - basso
- Kraig McCreary - chitarra
- Paul Mertens - flauto
- Claire Worrall, Gary Nuttall, Paul Tubbs Williams, Andy Caine, Robbie Williams, Tracy Ackerman, Miriam Stockley, Peter Howarth, Carl Wayne, Clive Griffith, Jon Savannah, Lance Ellington, Mick Mullins, Tony Walthers, Rick Driscoll - cori

## Successo commerciale
L'album segue a un basso periodo commerciale dell'artista. Proprio a causa della sua mancata visibilità artistica, l'album non ha grandi riscontri commerciali al di fuori dell'Europa e della sua madrepatria. In Australia, dopo due settimane dall'uscita, è il primo album della Minogue a raggiungere la posizione numero uno e ottiene ben 4 platini, vendendo circa 300 000 copie. In Europa raggiunge la numero due nella classifica album inglese e la Top10 nella classifica album europei. Notevole è anche la Top10 Neozelandese. Ha venduto in Europa quasi 2 milioni di copie, anche grazie al successo dell'album seguente Fever che farà rientrare l'album in parecchie classifiche europee.

## Classifiche
| Classifica (2000)              | Massima posizione |
| ------------------------------ | ----------------- |
| Australia Albums Chart         | 1                 |
| UK Albums Chart                | 2                 |
| New Zealand RIANZ Albums Chart | 8                 |
| Grecia Albums Chart            | 9                 |
| European Albums Chart          | 10                |
| Irlanda Albums Chart           | 13                |
| Ungheria Albums Chart          | 16                |
| Finlandia Albums Chart         | 24                |
| Swedish Albums Chart           | 25                |
| Svizzera Albums Chart          | 28                |
| Germania Albums Chart          | 35                |
| Danimarca Albums Chart         | 38                |
| Belgio Albums Chart            | 44                |
| Spagna Albums Chart            | 46                |
| Francia Albums Chart           | 50                |
| Olanda Albums Chart            | 71                |